# Akusztikus gitár
Az akusztikus gitárok csoportjába tartozik elvileg minden olyan gitárfajta, mely akusztikus módszerrel, a rezgésbe hozott húrja által gerjesztett hangszertest vagy más mechanikus rezonátor segítségével sugározza ki hangját. Az elektronikus hangfeldolgozás térhódítása előtt természetesen minden hangszer „akusztikus” volt, az akusztikus gitár elnevezés retronima, mely a húrjainak rezgését elektronikus úton feldolgozó elektromos gitártól való megkülönböztetés miatt terjedt el. Ennek megfelelően a gyakorlatban is elsősorban az elektromos gitáron játszó zenészek szokásos váltóhangszerét, a fémhúros akusztikus gitárt nevezik akusztikus gitárnak, a főleg klasszikus zenében használt műanyag vagy bélhúros gitárokat klasszikus gitárnak hívják inkább. Például a gitárhúr-készleteken rendszerint a „Classical guitar” illetve „Acoustic guitar” elnevezések szerepelnek attól függően, hogy nylon vagy acélhúrokról van-e szó.

## Akusztikus gitárfajták

### Klasszikus gitár
A klasszikus gitár vagy spanyol gitár a gitárnak a hagyományos változata, amelyen elsősorban klasszikus zenét játszanak, de főleg a latin népek népzenéjében, szórakoztató zenéjében kap még fontos szerepet. Régebben bélhúrokkal szólalt meg, manapság műanyag húrozattal látják el.

### Flamencogitár
A flamencogitár a klasszikus gitárnak a flamencóban használt változata.

### Barokk gitár
A barokk gitár a gitárnak a barokk zenében használt változata. A mai klasszikus gitárnál kisebb, hosszúkásabb testformájú, öt bélből sodrott húrpárja, vagy négy dupla és egy szimpla húrja van. A 16. század végétől a 18. század végéig szinte változatlan formában volt használatban elsősorban műkedvelő hangszerként, de szerepet kaphatott a barokk zenekarok continuo-szólamában is.

### Folkgitár
a folkgitár Észak-Amerikából elterjedt fémhúros gitárféleség.

### Mánus gitár
A mánus gitár vagy cigánygitár a gitárnak a cigány dzsesszben, a szinti szvingben használt fémhúros változata. Ezt a gitártípust Django Reinhardt roma származású dzsesszgitáros tette máig népszerűvé és elválaszthatatlanná az általa játszott zenei stílustól. Jellemzője a nagy, D alakú vagy a kicsi, ovális hanglyuk, a sajátos formájú cutaway.

### Orosz gitár
Az orosz gitár egy héthúros gitárféleség, amely a 18–19. század fordulóján tűnt fel Oroszországban, ahol máig őrzi népszerűségét. Fémhúrjai vannak, hangolása alapvetően eltér a többi gitárétól. A hét húr úgy van beállítva, hogy „üresen”, lefogás nélkül végigpengetve őket egy G-dúr akkordot kapunk, így:
D – G – H – d – g – h – d'.

### Rezonátoros gitár
A rezonátoros gitár lényege, hogy a rezgőtestben fémből készült rezonátort alkalmaznak a húrok rezgésének kisugárzására. Az ilyen gitárok megjelenése az 1920-as évekre tehető, a hangerő növelése céljából fejlesztették ki.

### Elektroakusztikus gitár
Az elektroakusztikus gitár olyan gitár, amelybe „gyárilag”, állandó jelleggel elektronikus hangszedő, esetleg előerősítő van beépítve.